# (790) Pretoria
(790) Pretoria és un asteroide pertanyent al cinturó exterior d'asteroides descobert per Harry Edwin Wood des de l'observatori Unió de Johannesburg, República Sudafricana, el 16 de gener de 1912.

## Designació i nom
Inicialment va ser designat com 1912 NW. Més tard es va anomenar per la ciutat sud-africana de Pretòria.
Pretoria està situat a una distància mitjana de 3,412 ua del Sol, podent acostar-s'hi fins a 2,896 ua. Té una inclinació orbital de 20,53° i una excentricitat de 0,1511. Empra 2302 dies a completar una òrbita al voltant del Sol.